# Iglesia de Santa María de la Asunción (Coll)
La iglesia de Santa María de la Asunción (en catalán: església de Santa Maria de l'Assumpció) se encuentra en el pueblecito de Coll, municipio de Valle de Bohí, en la provincia de Lérida, Cataluña, España. Forma en la actualidad parte del cementerio. Perteneció a un antiguo monasterio benedictino. Es un templo románico del siglo XII construido con sillares bien labrados. Fue consagrada en el año 1110.
En 1992, fue declarada Bien de Interés Cultural y, en el 2000, Patrimonio de la Humanidad por la Unesco dentro del conjunto de las Iglesias románicas catalanas del Valle de Bohí.

## Descripción

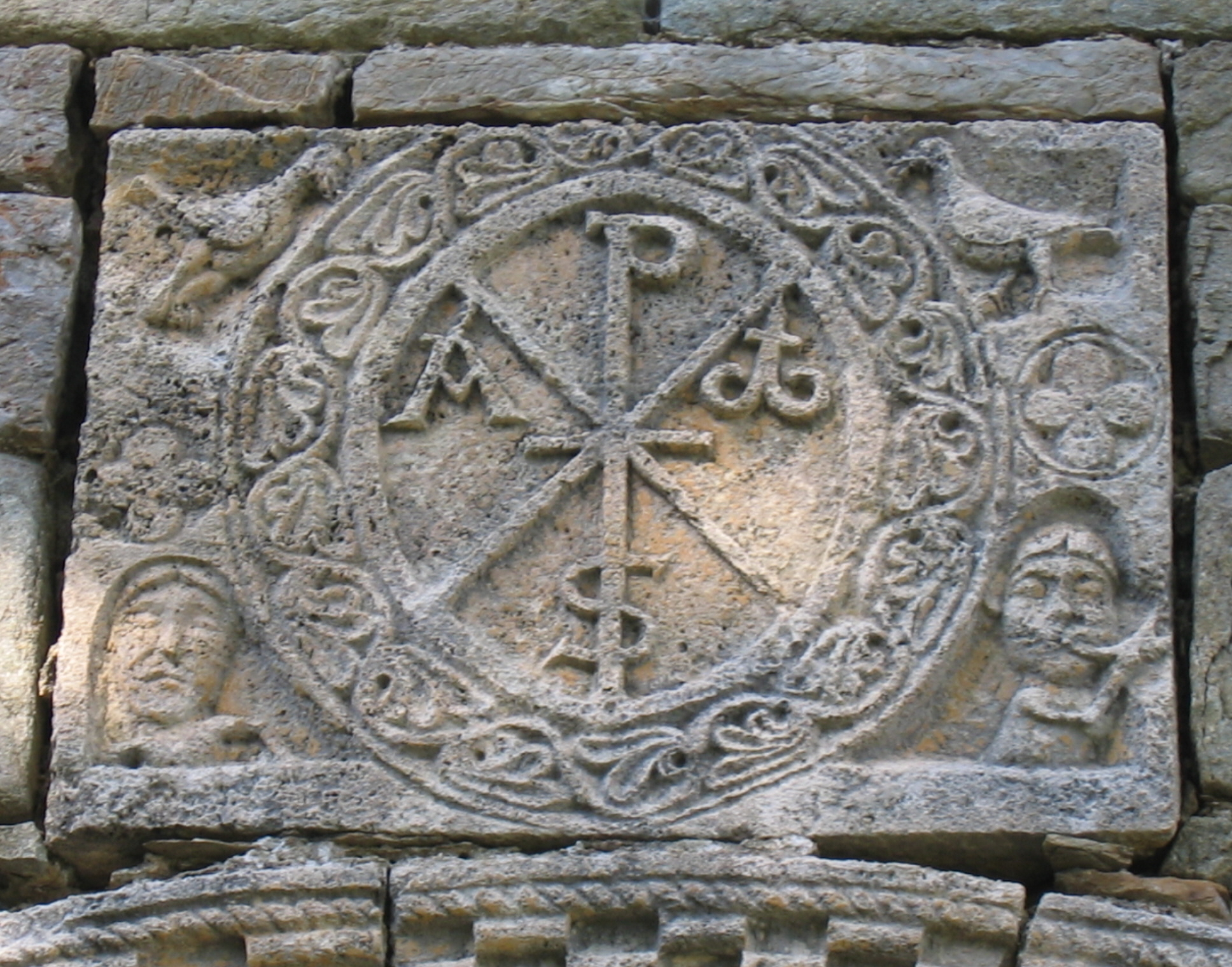
Crismón sobre la portada

Consta de una sola nave con dos capillas laterales, bóveda de cañón sobre arcos torales y columnas. Tiene coro alto a los pies. Su ábside es de tambor con decoración lombarda en el exterior y en los muros. En la fachada occidental tiene una portada con cuatro arquivoltas, dos sencillas y dos de baquetón o toro, rodeadas de ajedrezado. Las columnas tienen capiteles historiados y de tema vegetal. Sobre la clave de la arquivolta exterior se ve un crismón considerado como el más bello de entre todas las iglesias del entorno; en las enjutas se ven dos palomas y dos cabecitas humanas, una de ellas tocando un cuerno de caza. Más arriba en la pared hay abierto un vano redondo enmarcado en una moldura plana.
La torre se alza sobre la capilla del muro sur; es de cuatro cuerpos, los dos últimos sirven de campanario y fueron modificados en estilo gótico. Todas las torres del valle de Boí siguen el canon (o proporción de medidas) de los minaretes, que consiste en que la altura es igual al perímetro.
El herraje de la puerta de madera de la portada es de artesanía medieval. Entre su mobiliario se conserva un interesante frontal románico que se guarda en el Museo Episcopal de Vich.